# Dányi Dezső
Dányi Dezső (Balassagyarmat, 1921. június 17. – Budapest, 2000. november 17.) történeti demográfus, könyvtáros, a KSH könyvtárának igazgatója 1960 és 1983 között.

## Életútja
Kőbányában dolgozó édesapja korai halála után nagyanyja és adminisztrátor édesanyja nevelte. A család az 1920-as évek elején a család Losoncra költözött. Dányi itt végezte el elemi iskolai és gimnáziumi tanulmányait. Kiváló eredményeiért Masaryk-ösztöndíjban részesült.
Érettségi után rövid ideig mérnöknek tanult, majd 1939-ben átiratkozott a budapesti Pázmány Péter Tudományegyetem jog-és államtudományi karára. Itt a jogászok közül Angyal Pál és Moór Gyula volt rá a legnagyobb hatással. Statisztikára Kenéz Béla és Laky Dezső oktatta. Egyetemi évei alatt latin-, francia-, matematika- és fizikaórák adásából tartotta fenn magát. Többekkel együtt részt vett annak a csoportnak a munkájában, amely népszámlálási adatokat dolgozott fel Magyary Zoltán számára. Diplomáját 1943-ban szerezte meg. Rövid ideig az Országos Nép- és Családvédelmi Alap gyakornokaként dolgozott, majd 1944-ben tüzérként bevonult a hadseregbe. A világháború végén hazatért Losoncra, ahonnan 1946-ban visszaszökött Budapestre.
Itt a Bibó István által igazgatott Kelet-európai Tudományos Intézet munkatársa lett. Csehszlovák és lengyel referensként működött, később részt vett a tanyarendezés munkájában, a tanyaközpontok kijelölésében. 1949-ben az Állam- és Jogtudományi Intézetbe került, ahol 1953-ig tudományos munkatársként tevékenykedett. Ezután egy gazdaságszervezéssel foglalkozó vállalat, a tervhivatal beruházási főosztálya, majd a Városépítési Tervező Iroda kötelékében dolgozott, ahol részt vett Békéscsaba és Komló településfejlesztési terveinek elkészítésében.
1955-ben Kovacsics József igazgató a KSH könyvtárába hívta, ahol osztályvezetőként, majd 1959–1960-ban igazgatóhelyettesként működött. 1960-tól 1983-as nyugdíjba vonulásáig ő vezette a könyvtárat. Ezután másfél évtizedig a hivatal Népességtudományi Kutatóintézetének tudományos tanácsadója, majd levéltárának tudományos főtanácsadója volt.
2000. november 17-én hunyt el, búcsúztatását 2000. december 6-án tartották a Farkasréti temetőben.

## Munkássága
Kutatótevékenysége fókuszában a történeti statisztika és a történeti demográfia állt, de Dinamikus népgazdasági modellek című társszerzős művével a közgazdasági módszertan számára is alapvető kézikönyvet tett közzé. 1960-ban Dávid Zoltánnal közösen megjelentette a II. József-féle magyarországi népszámlálás településenkénti adatait. Részt vett az 1941-es népszámlálás adatainak utólagos publikálásában. Történeti tárgyú publikációit a Demográfia című folyóirat, a Statisztikai Szemle, valamint az általa indított sorozatok közölték. Az 1970-es években főként történeti családdemográfiai kutatásokban vett részt. Nevéhez fűződik az 1857-es erdélyi népszámlálás anyagának kiadása. Pályája alkonyán összeállította kilenc szabad királyi város 1750 és 1850 közötti árstatisztikai tábláit. Rendszeresen referálta az angol, német, francia, orosz, lengyel, cseh és szlovák nyelvű szakirodalmat. Több mint kétszáz tudományos publikációt írt vagy szerkesztett.
Tudományszervezőként elsősorban a történeti demográfiai kutatások intézményesítésével, a KSH könyvtára történeti statisztikai kutatócsoportjának létrehozásával alkotott maradandót. Ebben olyan kutatók dolgoztak együtt, mint Benda Gyula, Dávid Zoltán, Faragó Tamás, Fügedi Erik és Perjés Géza. 1960-ban megindította a Történeti statisztikai évkönyv, 1965-ben a Történeti statisztikai kötetek, 1973-ban a Számok és történelem, 1975-ben a Történeti statisztikai tanulmányok és 1978-ban a Történeti statisztikai füzetek című sorozatokat. Vezetői időszaka alatt kezdődött meg a számítógépes tájékoztató adatbázisok kiépítése.

## Társasági tagságai

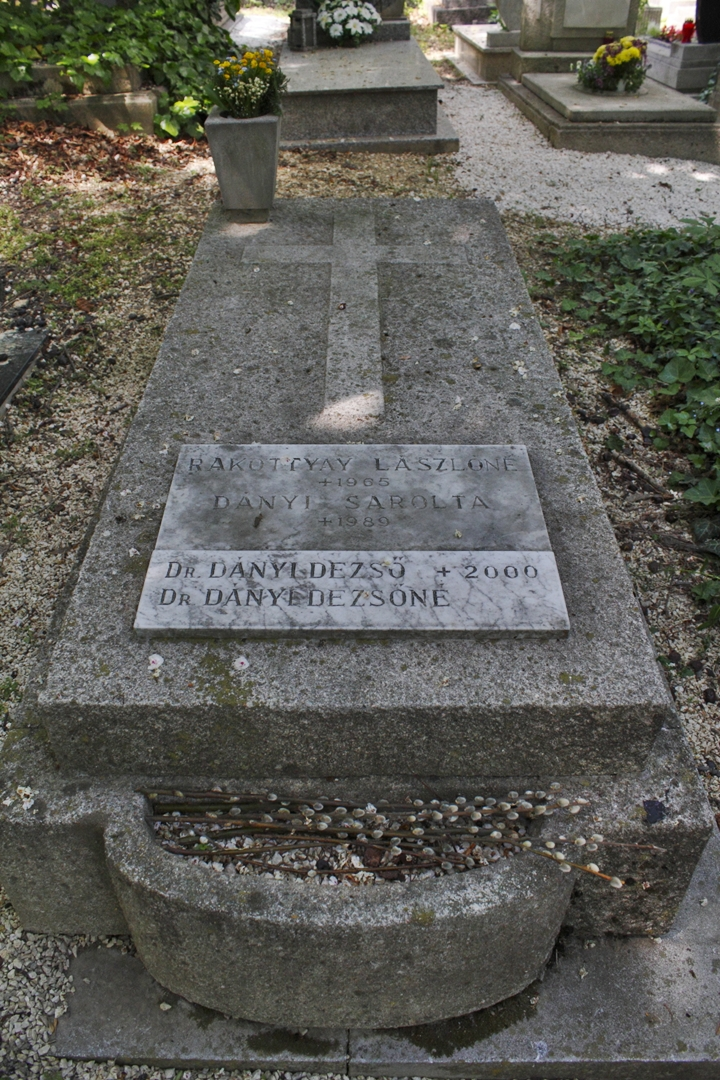
Dányi Dezső sírja a Farkasréti temetőben

Az 1960-as évek első felében az Országos Könyvtárügyi Tanács alelnökeként működött. Az MTA Statisztikai Bizottságának az 1967-es újjáalakulástól kezdve tagja, titkára volt. Részt vett a Magyar Közgazdasági Társaság Statisztikai Szakosztályának munkájában; a statisztikatörténeti szakcsoport alapító tagja, 1968–1969-ben és 1983–1984-ben elnöke volt. 1983-ban a Demográfia szerkesztőbizottságának tagja lett. A nemzetközi szakmai társaságok közül 1961-ben a Nemzetközi Dokumentációs Szövetség (Fédération internationale de documentation, FID), 1981-ben pedig a Nemzetközi Népességtudományi Unió (International Union for the Scientific Study of Population, IUSSP) választotta tagjává.

## Kitüntetései, elismerései
1956-ban Szocialista Kultúráért kitüntető jelvényt kapott. 1977-ben és 1981-ben KSH-elnöki dicséretben, 1980-ban a Munka Érdemrend ezüst, 1983-ban arany fokozatában részesült. 1983-ban a Magyar Közgazdasági Társaságban végzett tevékenységéért Széchenyi-emlékéremmel, 1986-ban Fényes Elek-emlékéremmel tüntették ki. 1986-ban és 1988-ban a Demográfia nívódíjával ismerték el.
Hetvenötödik születésnapja alkalmából tisztelői emlékkötetet adtak ki Visi Lakatos Mária szerkesztésében. Művei bibliográfiáját 2009-ben jelentette meg a KSH könyvtára.

## Főbb művei

### Monográfiák
- Dinamikus népgazdasági modellek (Andorka Rudolffal és Martos Bélával; Budapest, 1967)
- Az 1850. és 1857. évi népszámlálás (Budapest, 1993)
- „Az élet ára”. Gabona és élelmiszerárak Magyarországon, 1750–1850 (Budapest, 2007)

### Szerkesztett, összeállított kötetek
- Az első magyarországi népszámlálás, 1784–1787 (Dávid Zoltánnal; Budapest, 1960)
- Az ágazati kapcsolatok mérlegének magyar szakirodalma (Budapest, 1967)
- Válogatás Keleti Károly műveiből születésének 150. évfordulója alkalmából (Gyulay Ferenccel; Budapest, 1983)
- Erdély 1857. évi népszámlálása (Budapest, 1992)
- II. József népszámlálásának községi adatai (Budapest, 1996)